# Giovanni Stefano Montemerlo
Giovanni Stefano Montemerlo, né le 28 mars 1515 à Tortone et mort dans cette même ville le 29 septembre 1572, est un littérateur et poète italien.

## Biographie
Giovanni Stefano Montemerlo naquit en 1515, à Tortone, d’une famille noble. Il s’appliqua entièrement à l’étude et employa vingt années à recueillir tous les mots de la langue italienne, et à en déterminer les différentes acceptions par des exemples tirés des bons auteurs. L’ouvrage qui en résulta fut imprimé à Venise, 1566, in-fol., sous ce titre : Delle phrasi toscane libri XII ; il reparut en 1594, dans la même ville, avec un titre beaucoup plus étendu : Tesoro della lingua toscana, nel quale, con autorità de’ più approvati scrittori, copiosamente s’insegnano le più eleganti maniere di esprimer ogni concetto, e sono confrontate per le più con le frasi latine. Montemerlo mourut le 29 septembre 1572. Il a laissé en manuscrit un poème : De gestis apostolorum.

## Sources
- « Montemerlo (Jean-Etienne) », dans Louis-Gabriel Michaud, Biographie universelle ancienne et moderne : histoire par ordre alphabétique de la vie publique et privée de tous les hommes avec la collaboration de plus de 300 savants et littérateurs français ou étrangers, 2e édition, 1843-1865 [détail de l’édition]